# Oswald Merz
Oswald Friedrich Wilhelm Merz (* 10. Februar 1889 in Schwabach; † 18. Mai 1946 in Augsburg) war ein deutscher Politiker (SPD) der Weimarer Republik.

## Leben
Oswald Merz wurde im Februar 1889 als ältestes von sechs Kindern in Schwabach bei Nürnberg geboren. Von 1895 bis 1902 besuchte Oswald Merz die dortige Volksschule und anschließend bis 1907 die Lehrerbildungsanstalt, ebenfalls in Schwabach. Anschließend leistete er Vorbereitungsdienst in Schwabach und Sachsen bei Ansbach. Am 1. Oktober 1907 wurde er zum Hilfslehrer an der Volksschule in Sachsen ernannt und am 1. September 1909 als Hilfslehrer an die Volksschule in Schwabach versetzt. Im Jahr 1911 bestand er die Anstellungsprüfung in Ansbach mit der Gesamtnote II. Mit Wirkung vom 16. September 1911 wurde er dem Praeparandenschule in Münchberg zur Unterrichtsaushilfe zugewiesen. Ab 16. Oktober 1914 kam er an die Präparandenschule in Kulmbach. Nach Ausbruch des Ersten Weltkrieges meldete er sich im Oktober 1914 freiwillig zum Königlich Bayerischen Infanterie-Regiment „Prinz Leopold“ Nr. 7. Ab Mai 1915 wurde er an der Westfront eingesetzt, im Frühjahr 1916 zum Offizier befördert. Im Dezember 1916 traf ein Geschoss seine rechte Hirnhälfte. Durch eine linksseitige Lähmung war er frontuntauglich. Er kam in ein Lazarett in Lach und anschließend in das Elisabethenheim in Mainz und dann in die Garnison Bayreuth zurück. Dort wurde er für die Ausbildung von Rekruten verwendet. Im Januar 1919 wurde er als Oberleutnant mit dem Eisernen Kreuz dekoriert aus dem Heer entlassen.
Von März bis Juli 1919 war er als Kompanieführer des Freiwilligenbataillons Hübner an den Auseinandersetzungen mit den Räteaufständen in Nürnberg am Egidienberg, in Regensburg und in München-Giesing, wo das Freiwilligenbataillon Hübner der Gruppen von Oven zugeteilt war, beteiligt.
Bereits im Januar 1919 trat er in die SPD ein. Nach seinen Freikorpsaktivitäten bis Mitte 1919 kehrte Merz ins private Leben zurück, allerdings nicht in den Lehrerberuf. Vom 1. Oktober 1919 beantragte er Urlaub zu Hochschulstudien und belegte an den Universitäten Erlangen und München die Fächer Geschichte, Pädagogik und Erdkunde.  Laut eigenen Angaben studierte er außerdem an den Hochschulen für Musik in Berlin und München die Fächer Gesang, Chorleitung, Dirigieren, Musiktheorie und Musikgeschichte. Im Jahr 1922 war er als Studienlehrer an der Praeparandenschule in Rothenburg ob der Tauber beschäftigt, 1923 als Studienrat an der Lehrerbildungsanstalt Schwabach, von Dezember 1924 bis März 1933 an der Lehrerbildungsanstalt in Bayreuth. In Bayreuth engagierte er sich in der politischen Bildungsarbeit und im Reichsbanner Schwarz-Rot-Gold.
Nach der Machtergreifung der Nationalsozialisten in der Nacht vom 9. auf den 10. März 1933 wurde unter Führung von Hans Schemm Oswald Merz in Bayreuth gemeinsam mit 37 SPD- und KPD-Mitgliedern verhaftet, darunter der Reichstagsabgeordnete Friedrich Puchta und der Redakteur der Volkstribüne Georg Hacke. Merz selbst schildert es folgendermaßen: „In der Nacht vom 9. auf den 10. März wurden wir verhaftet. Hans Schemm selbst ließ es sich nicht nehmen, die Büttel-Rolle zu spielen. Von der vermeintlichen Größe des Augenblicks überwältigtes Volk verfolgte am alten Rathaus mit Begeisterung unsere Überführung ins Gefängnis. Ein tüchtiger SA-Mann hielt den Vorgang mit der Kamera fest.“ Aus ganz Oberfranken wurden damals die Nazi-Gegner in sogenannter „Schutzhaft“ in der Justizvollzugsanstalt St. Georgen-Bayreuth untergebracht. Aus Bayreuth waren dies z. B. die bekannten Sozialdemokraten Friedrich Puchta, Kurt de Jonge, Adam Seeser und dessen Sohn Karl Seeser.
Anschließend wurde er von Ende April bis Anfang September 1933 im KZ Dachau festgehalten. Karl Seeser wurde am 21. August wieder entlassen, Oswald Merz blieb bis zum 29. August im KZ Dachau. Was er in den gut drei Monaten erleiden musste, darüber hat Merz im Oktober 1934 in der Schweiz der Familie Meyer-Viol/Warburg, die er aus gemeinsamer Zeit in Bayreuth kannte, berichtet. Lotte Warburg schreibt in ihren Tagebuchaufzeichnungen, dass er über seinen KZ-Aufenthalt stundenlang geredet hat. „Was der Mann in diesem halben Jahr in Dachau erlebt und gesehen hat, ist so furchtbar, dass man es kaum beschreiben kann. Er mußte andauernd den Abort putzen; das mußten besonders auch die Juden. … Zwei der bezahlten und gedungenen Peiniger waren aus der Fremdenlegion gekommen. Er sagt, es sind alles reine Sadisten, die da die Leute peinigen dürfen, soviel sie wollen. … Aber er sagt, das Schlimmste habe er immer noch nicht erzählt und tue es auch nicht. Er sagt, sehr viele Strafen fangen an mit 100 Schlägen auf die Fußsohlen; viele Strafen sind Dunkelarrest mit 25 Hieben alle paar Tage.“
Anfang September kehrte Merz nach Bayreuth zurück. Hier wurde er allerdings nicht freundlich empfangen. So schrieb ein „Jünger Schemms“ an seine Tür: „Du gehörst nicht entlassen, Merz, du gehörst erschossen.“ Anschließend wurde das Gesetz zur Wiederherstellung des Berufsbeamtentums auf ihn angewandt, wodurch er seine Stellung als Lehrer verlor. Unterzeichnet hatte dieses Schriftstück ausgerechnet sein ehemaliger politischer Gegner Hans Schemm als neuer bayerischer Kultusminister. Daraufhin zog Merz mit seiner Familie in ärmsten Verhältnissen nach Frankfurt am Main, wohl auch, weil seine Schwiegermutter Lisette Reingruber dort wohnte.
In den nächsten beiden Jahren, 1935 und 1936, änderte sich wenig an der Situation der Familie Merz in Frankfurt. Wie aus seinen Briefen aus dieser Zeit an viele Weggenossen hervorgeht, verzweifelte Oswald Merz immer mehr an seiner Lage. „Seelisch, geistig, wirtschaftlich, körperlich gleitet man langsam, aber sicher abwärts und – das ist das Wesentliche – hat keine Möglichkeit, dagegen erfolgreich anzukämpfen … Meine Nerven haben stark gelitten. Auf anständige Weise dieser Welt Valet zu sagen, wäre mir das Liebste. Aber ich will weder in den Geruch schlimmer Taten kommen, noch meinen ‚Freunden‘ Freude bereiten …“
Am 7. September 1937 wurden insgesamt acht Personen, darunter Merz, im Tucherbräustübl im Bayreuther Arbeiterviertel Hammerstatt verhaftet. Bei Hausdurchsuchungen wurde ihnen von der Gestapo die Weiterführung einer Arbeiter-Sängervereinigung im Unterstützungsverein vorgeworfen, sie stellte 1152 zahlende Mitglieder fest und beschlagnahmte ein Barvermögen von 859,64 Reichsmark. Die Anklageschrift von Oberstaatsanwalt Christian Rößler vom 14. April 1938 nennt 17 Beschuldigte. Laut Anklageschrift waren sie hinreichend verdächtig, es unternommen zu haben, den organisatorischen Zusammenhalt einer anderen politischen Partei als der NSDAP – nämlich den der aufgelösten ehemaligen SPD – aufrechtzuerhalten. Diese Handlungen erfüllten den Tatbestand je eines Verbrechens gemäß Ziff. 2 des Gesetzes gegen die Neubildung von Parteien vom 14. Juli 1933. Bis auf Johann Franz und Oswald Merz wurden alle Beschuldigten freigelassen. Gegen Merz und Franz wurde mit Datum vom 31. Mai 1938 der sogenannte Eröffnungsbeschluss der Strafkammer des Landgerichts Bayreuth erlassen. In ihm werden die Anklagepunkte vom 14. April wiederholt und zusammengefasst: „Die Angeschuldigten handelten in der Absicht, den organisatorischen Zusammenhalt der früheren sozialdemokratischen Partei Deutschlands … für ihren Teil aufrechtzuerhalten.“ Der Angeklagte Oswald Merz wurde zu einem Jahr und sechs Monaten Gefängnisstrafe verurteilt, Johann Franz freigesprochen. Man hielt ihm zugute, dass „es sich bei dem Angeklagten Franz um einen einfachen Arbeiter handelt, der die Tragweite seiner Handlungsweise doch nicht völlig überschaute.“
Im Urteil vom 13. Juli 1938 wurden Merz sieben Monate Gefängnis wegen „der erlittenen Untersuchungshaft“ angerechnet. Da er aber schon seit 7. September 1937 eingesperrt war, hätte er demnach im März 1939 seine Gefängnisstrafe verbüßt. Ihm wurde aber nicht seine gesamte Untersuchungshaft angerechnet, und so musste er bis Juli 1939 in den Gefängnissen in Bayreuth und Nürnberg verbringen. Oswald Merz befürchtete natürlich, dass er danach nicht in Freiheit kommen würde. So hatte ihm sein Rechtsanwalt Zernetschky mitgeteilt, dass die Geheime Staatspolizei einer Freilassung „nicht ohne weiteres näher zu treten gedenkt“. Daraufhin schrieb er am 21. Juni 1939 einen sechsseitigen Brief an Zernetschky und bat ihn, sich bei der Gestapo für seine Entlassung einzusetzen. Merz wies auf seinen Kriegsdienst hin und betonte, nie ein Parteiamt in der SPD angestrebt zu haben. Auch auf seine Verbitterung nach 1933, seinen Schweizer Aufenthalt und auf seinen Besuch in Bayreuth im Jahre 1937 ging er ein. „Ich bin nicht staatsfeindlich gesinnt. Ich war ein seelisch und geistig Ringender und über sein und seiner Familie hartes Los Verbitterter. Ich sehe und sah in Bewunderung die gewaltigen Leistungen des Führers und Reichskanzlers und des nat. soz. Staates …“. Nach Verbüßung der Strafe wurde er sofort in Schutzhaft genommen und ins KZ Dachau gebracht, wobei der genaue Zeitpunkt nicht feststeht; im Zugangsbuch des KZ Dachau ist der 29. Juli 1939 vermerkt. Kurze Zeit später wurde Merz ins KZ Flossenbürg gebracht, da im KZ Dachau eine SS-Division neu untergebracht werden sollte, ein Vorhaben, das nicht verwirklicht wurde. Zu Beginn des Jahres 1940 brach im Lager die Ruhr aus, und es wurde unter Quarantäne gestellt. Auch Oswald Merz erkrankte daran, wie er in einem späteren Brief schrieb. Über die weiteren vier Jahre, die Oswald Merz im KZ Dachau verbringen musste, gibt es wenige Quellen. So existieren zwar aus den Jahren 1942 und 1943 rund zwanzig Briefe, die allerdings durchweg „offiziell“ waren, also zensiert wurden. Erst ab Mai 1944 tauchen „illegale“ Briefe auf, die Merz nach außen schmuggeln konnte. Zu dieser Zeit wechselte Merz des Öfteren zwischen dem KZ Dachau und dem Außenlager Lauingen. Dort wurden für die Messerschmitt rund 3000 Häftlinge bei der Flugzeugproduktion eingesetzt. Oswald Merz schreibt über diese Zeit:
„Morgens ½ 5 h: Aufstehen krächzt eine heisere Stimme. Ich drehe mich nochmal herum. Denn ich bin ein – Beamteter. Schlafen kann ich nicht mehr. Um ¼ 6 krabble ich aus dem Wanzenkasten. Alte stinkende Decken, die nie gesonnt oder geklopft werden – jahrelang nicht – wie im Polizeigefängnis Nbg. od. Frkf.! Im Waschraum, in dems nach Schiffe und Schiß stinkt, wasche ich den nackten Oberkörper (die Russen machen das Haar naß & täuschen „Gewaschensein“ vor, weil sie sonst kein Brot u. ein paar mit dem Ochsenziemer bekommen). Im „Wohnraum“ stinkts wie in einem Affenstall. In die Ecken haben sie Haufen gekackt. Die Schiffe schwabbelt in Bottichen. Dann kommt das Frühstück (Brot & Wurst od. Margarine). Dann gehe ich ins Büro, froh, draußen zu sein. (Zur Bewachung hier ein Zug der Luftwaffe) Auf mich paßt kein Mensch auf. Die Leute gehen zur Arbeit, Werkhalle, Baukommando etc. Ich rechne Verpflegungssätze, Rapporte, Bestellungen & Lieferungen usw. Meistens gehe ich um 12 h gar nicht zum Essen. Und esse hier kalt. Von ¾ 1 – 7 h geht der Tanz weiter. Und dann beginnt für mich die Qual der Nacht im Duft der Körper & Seelen der edlen Mitmenschen. Gestohlen wird – und man staunt über die Raffinesse. Nachts gewöhnl. Alarm mit Abmarsch. Man kommt aus Husten, Katharr & Unruhe nicht heraus.“
Im April 1945 hatte die Schreckenszeit im KZ für Oswald Merz endlich ein Ende. Wie die KZ-Gedenkstätte Dachau mitteilte, wurde er bei der Auflösung des Außenlagers Lauingen zu Fuß in das KZ-Außenlager Augsburg-Pfersee getrieben.  Dort wurde er von den Amerikanern befreit und wegen Flecktyphuserkrankung sofort ins Krankenhaus Augsburg eingeliefert, wo er bis Mitte Juni 1945 blieb.
Merz wandte sich bereits einen Monat nach seiner Befreiung an den damaligen Ministerpräsidenten Fritz Schäffer mit der Bitte um Rehabilitation. Dort reagierte man zunächst sechs Wochen überhaupt nicht, und erst Mitte Juli wurde ihm nach Vorsprache im Ministerium die Stelle als Anstaltsleiter der Lehrerbildungsanstalt in Bayreuth oder Erlangen zugesagt. Danach passierte bis Ende Oktober wieder nichts, obwohl er monatlich – also drei- bis viermal – nachfragte. Inzwischen war die Stelle des Anstaltsleiters der Lehrerbildungsanstalt am 22. August mit dem Oberstudienrat Danzer, der als politisch unbelastet bezeichnet wurde, besetzt. Merz lebte in diesen Monaten von der Wohlfahrtsunterstützung. Anfang November 1945 schrieb Merz dann einen Brief an seine Bayreuther Parteifreunde, namentlich an Georg Rösch, und bat sie, sich an Ministerpräsidenten Wilhelm Hoegner zu wenden. Ob diese Aktion den Ausschlag gab, ist wohl nicht nachvollziehbar. Jedenfalls verfasste man im bayerischen Kultusministerium ein Schreiben im Dezember 1945, das ihm mit Datum vom 8. Januar 1946 zugesandt wurde, und es erfolgte seine Ernennung zum Oberstudiendirektor an der Lehrerbildungsanstalt Bayreuth. Gleichzeitig wurde er mit Wirkung vom 1. Dezember 1945 in das Staatsministerium für Unterricht und Kultus „bis auf weiteres zur Dienstleistung abgeordnet und mit der Führung eines Referates betraut“.
Seine Dienststelle in Bayreuth trat er auch zu Beginn des Jahres 1946 nicht an. Er blieb in München und pendelte drei Monate lang zwischen seiner Wohnung in Augsburg und seinem Arbeitsplatz. Ende März wurde er ins Krankenhaus Augsburg eingeliefert, da seine gesundheitlichen Beschwerden zugenommen hatten. Merz litt seit seiner Entlassung an den Folgen des KZ-Aufenthaltes, und es wurden seit dieser Zeit kaum Verbesserungen seines Zustandes verzeichnet. Bei einer Operation wurde bei Merz ein Magenkrebs festgestellt mit Metastasen. Einen Monat später hatte sich sein Gesundheitszustand noch weiter verschlechtert, und er starb am 18. Mai 1946 im Augsburger Krankenhaus.
Merz ist auf dem Bayreuther Stadtfriedhof begraben. Im nahegelegenen Stadtteil Altstadt wurde eine Straße nach ihm benannt. Der Häftlingsanzug, den er während seiner mehrjährigen Haft in verschiedenen Konzentrationslagern getragen hatte, war ab dem 19. Juni 2015 in der Ausstellung Fürchten, Bangen, Hoffen des Fränkische Schweiz-Museums in Tüchersfeld zu sehen.